# Nils Hildestrand
Nils Hildestrand, född 5 juli 1849 i Välluvs socken, Malmöhus län, död 1916, var en svensk företagsledare. 
Hildestrand var elev vid handelsläroverket i Lübeck 1869–1870, blev kontorschef vid S:t Eriks Bryggeriaktiebolag i Stockholm 1874 och disponent där 1895–1905. Han var ordförande i Bryggeritjänstemannaföreningen från 1896, tillhörde Stockholms stadsfullmäktige från 1901 och var ledamot av drätselnämnden från 1906. Han är känd som författare av texten till den lokalpatriotiska sången Hembygden.